# Dusetos
Dusetos ( escoltar (?·pàg.)) és una ciutat del districte municipal de Zarasai situada al comtat d'Utena al nord-est de Lituània, a 30 km a l'oest de Zarasai, prop del llac Sartai.